# Mustafa Kemal Atatürk
Mustafà Kemal Atatürk (AFI musˈtafa keˈmal ataˈtyɾk) (Tessalònica, 1881 - Istanbul, 10 de novembre de 1938) va ser un polític turc. El seu nom original era Mustafà Kemal i el sobrenom Atatürk significa "pare dels turcs"; fins al 1934 el seu nom va ser Gazi Mustafà Kemal Paşa. Va ser un oficial de l'exèrcit turc i cèlebre estadista així com el fundador i primer president de la moderna República de Turquia.
Va ingressar a l'escola militar turca a 12 anys, on va afegir el nom Kemal al seu nom de Mustafà. Va estudiar després a l'escola militar de Monastir (1895) i a la d'Istanbul (1899). El 1905 es va diplomar a l'acadèmia de guerra d'on sortí amb el grau de capità i fou enviat a Damasc on va fundar el grup Vatan ve Hürriyet (Pàtria i Llibertat). Va tornar després a Salònica i es va incorporar al moviment İttihad ve Terakki (Unió i Progrés) però no es va entendre del tot amb aquest moviment i en especial amb Enver Paixà.
Mustafà Kemal va entrar en combat en les campanyes de Líbia contra Itàlia (1912), les guerres balcàniques (1915), el Caucas (1916) i com a general a Síria i Palestina (1917). Entremig fou agregat militar a Bulgària (1914-1915). Es va consagrar com a comandant militar de renom servint al comandament d'una divisió a la batalla de Gal·lípoli (1915). Després de la derrota de l'Imperi Otomà a mans dels Aliats, i els projectes per les particions com a resultat d'aquesta, Mustafà Kemal va liderar el Moviment Nacional Turc, que desembocaria en la Guerra d'Independència Turca o Kurtuluş Savaşı (guerra d'alliberament). Les seves brillants campanyes militars van conduir a l'alliberament del país i l'establiment de la República de Turquia.
Com a primer president de la República, Mustafà Kemal va introduir una varietat de reformes de gran abast per procurar establir un estat modern, democràtic i secular. El suposat sobrenom o títol d'Atatürk no és més que el resultat de la «Llei en relació als Cognoms» de 1934, aprovada per la Gran Assemblea Nacional de Turquia (Türkiye Büyük Millet Meclisi), la qual unànimement, el 24 de novembre de 1934, va assignar a Mustafà Kemal el cognom de «Atatürk» (que significa "pare" o "avantpassat" dels turcs).

## Joventut i educació

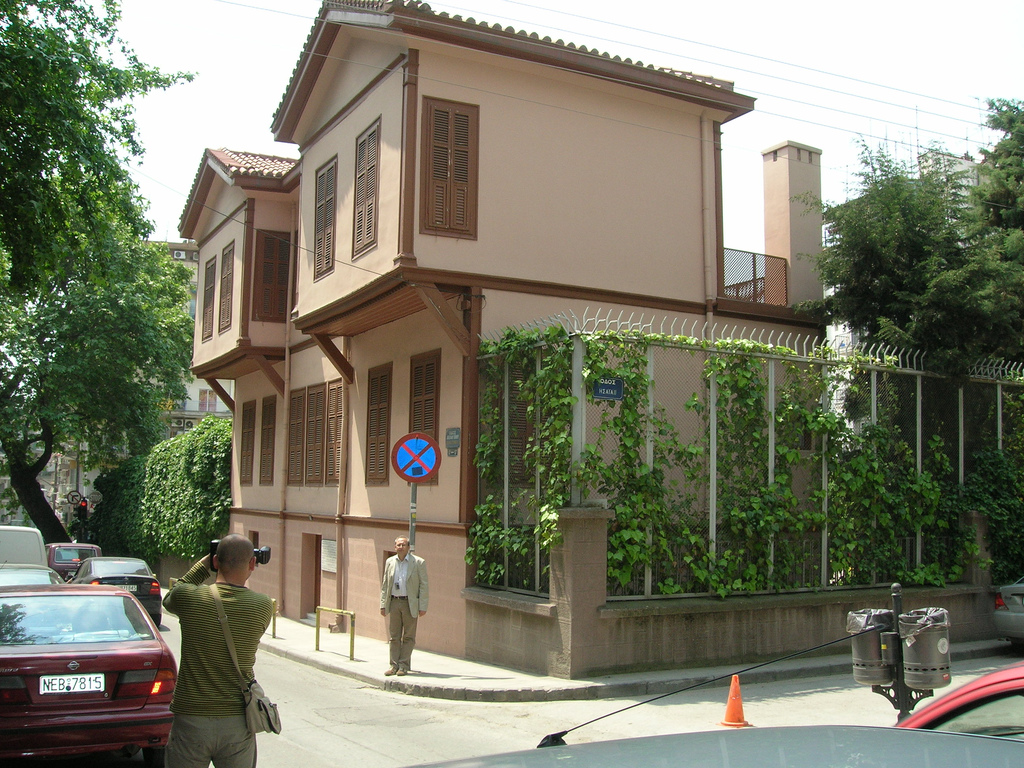
Casa natal d'Atatürk, a Salònica.

Kemal va néixer a Salònica, actualment a Grècia, una ciutat llavors anomenada Selânik i que formava part de l'Imperi Otomà. La seva casa natal és avui dia el consolat turc i un museu. D'acord amb el costum turc d'aquest temps, se li va donar l'únic nom de Mustafà. El seu pare, Ali Rıza Efendi, era un oficial de duanes que va morir quan Mustafà era encara un nen, i la seva mare era Zübeyde Hanım. L'única germana que sobreviu és Makbule (Atadan, n. 1885). Makbule conta que al seu germà li agradeva irmik helvası com postres i iogurt, i que s'acostuma menjar kuru fasulye (mongetes) a l'escola militar.

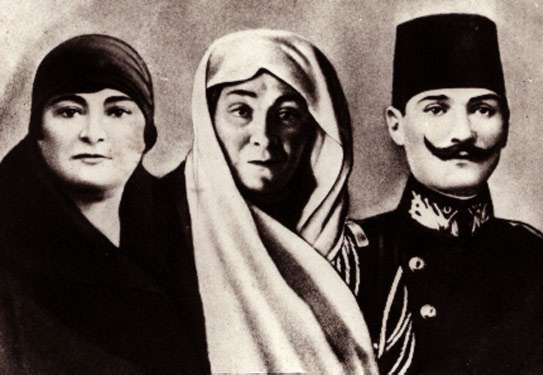
Kemal amb sa mare Zübeyde i sa germana Makbule

Durant l'educació primària va assistir a l'escola de Semsi Efendi, la primera escola privada a Salònica que ensenyava d'acord amb el nou mètode, però quan el seu pare va morir va haver d'abandonar l'escola. Mustafà i la seva mare es van mudar a casa del seu oncle, al camp. La seva mare el va criar i van viure així durant algun temps. Mustafà Kemal treballava a la granja, però la seva mare estava preocupada per la seva educació, i finalment van decidir que Mustafà anés a viure amb la seva tia, germana de la seva mare, a Salònica. Va fer l'escola secundària en un institut militar turc a Grècia, on va rebre el sobrenom de Kemal (el Perfecte) per part del seu professor de matemàtiques, en reconeixement de la seva brillantor. Mustafà Kemal va entrar a l'Acadèmia Militar (Askeri Idadisi) de Monastir (avui Bítola, a Macedònia del Nord) el 1895, on va destacar per la seva rectitud, la seva laboriositat i la seva forta ambició. Instintivament, posseïa una visió global dels esdeveniments, que sabia valorar amb exactitud i afrontava els problemes d'una manera radical. Igualment, va aconseguir imposar-se entre els seus companys, gràcies als molt lúcids i realistes comentaris que aportava sobre els esdeveniments.

## El nacionalisme turc

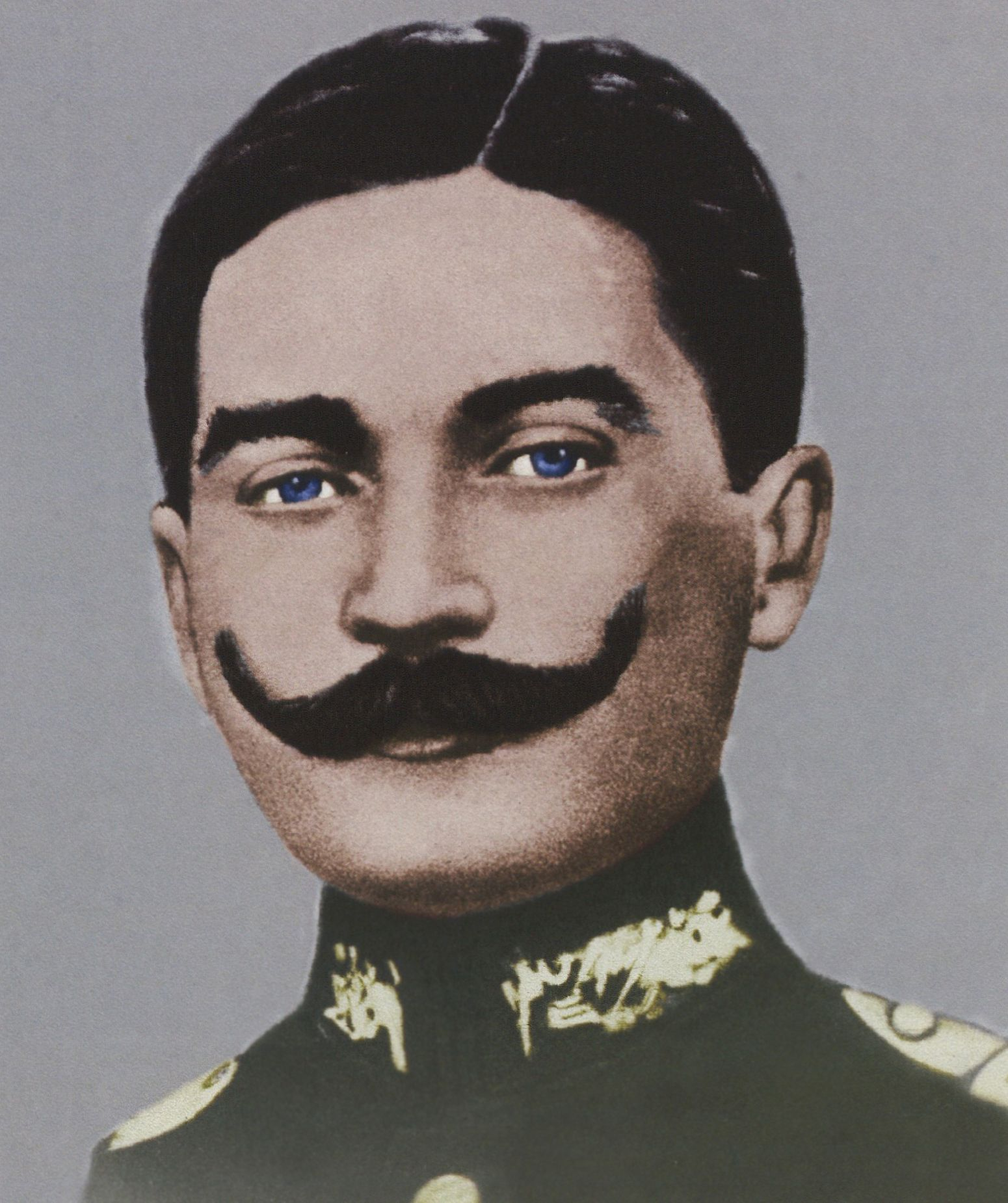
Kemal amb el grau de capità

Mentre estudiava a Monastir, la guerra turco-grega de 1897 prosseguia. La creació d'estats independents, que agrupaven minories que havien estat sota la dominació de l'Imperi Otomà, va fer despertar per primer cop sentiments patriòtics en els joves militars de l'Imperi, entre els quals es trobava Kemal. Aquest va participar amb ardor en les discussions sobre la creació d'una pàtria les fronteres de la qual fossin definitives, contràriament a la inestabilitat de l'Imperi Otomà, i es va interessar pels problemes nacionals. Després d'acabar amb èxit els seus estudis a l'Escola Militar, Mustafà Kemal es va traslladar a Istanbul i va entrar a la classe d'infanteria de l'Acadèmia Militar (Harbiye Harp Okulu) el 13 de març de 1899. Atès que la llibertat d'expressió no existia sota l'administració monàrquica del sultà Abdülhamid, va organitzar reunions clandestines per discutir amb els seus camarades els mitjans de trobar una solució a la greu situació política en què es trobava sumit l'Imperi Otomà. A més a més, malgrat la severa disciplina de l'acadèmia militar, on les discussions polítiques estaven totalment prohibides, va editar un diari clandestí destinat a tots els alumnes de l'acadèmia, perquè prenguessin consciència dels problemes del país. Va acabar la seva formació militar l'11 de gener de 1905 amb el grau de capità d'estat major, alhora que continuava amb les seves reunions clandestines. Una d'elles va ser denunciada i suspesa, i com a conseqüència, Mustafà Kemal va ser allunyat d'Istanbul i destinat al 5è exèrcit de Damasc.
Un cop a Damasc, el 1906 Mustafà Kemal va fundar una societat secreta, Vatan ve Hürriyet ("Pàtria i Llibertat"), en col·laboració amb un estudiant de medicina i un dels seus íntims amics. Va transformar-se en un actiu opositor al règim otomà. El seu únic objectiu era provocar la revolució. Encara que les directrius no estaven clarament tractades ni definides, el jove Mustafà Kemal tenia una idea clara de la nació oposada a la de l'imperi. En aquest aspecte va saber aprofitar-se de les aportacions de la Revolució Francesa. Aleshores hi havia a Damasc molts estrangers, però pocs susceptibles de compartir les seves idees revolucionàries, quan el que ell buscava era un terreny propici per propagar.

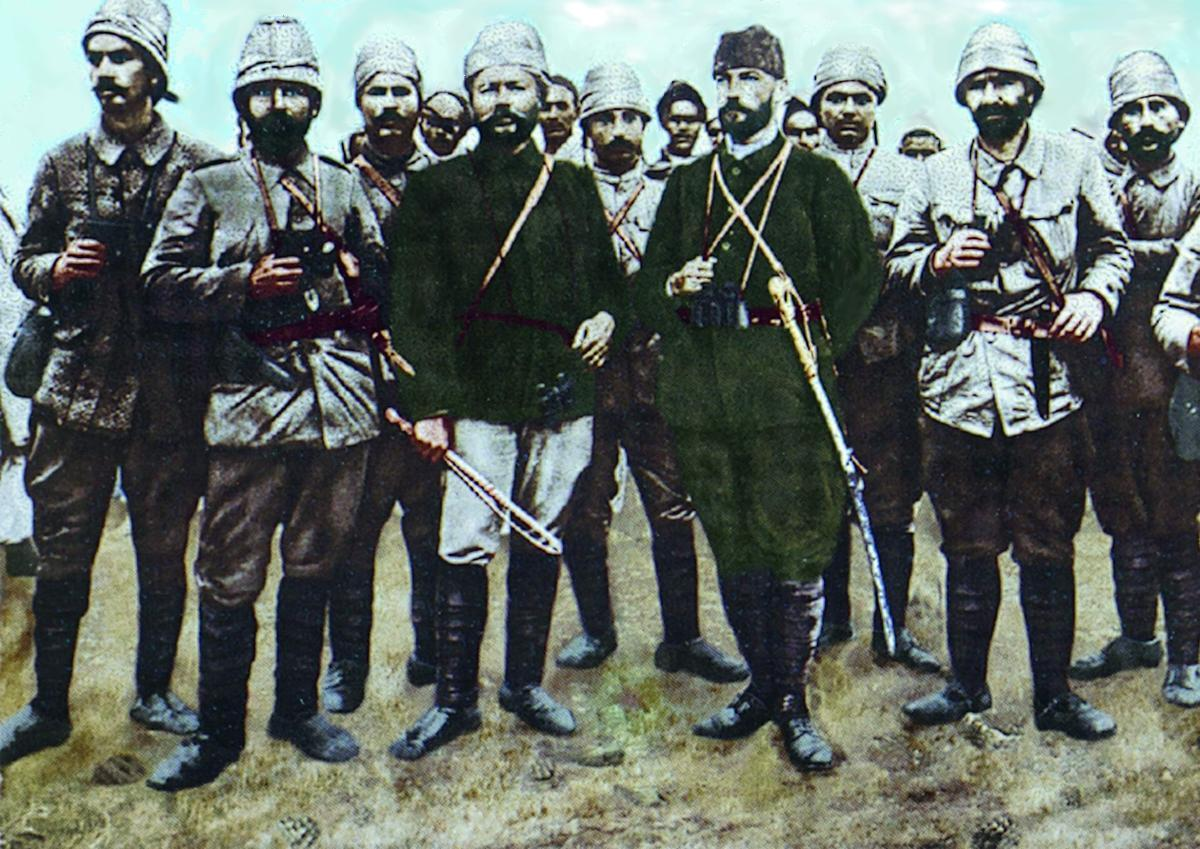
Kemal a Trípoli el 1912

Per tal de divulgar a Macedònia aquestes idees, Mustafà Kemal va abandonar clandestinament Damasc en direcció a Salònica, on, amb els seus antics amics, va formar la segona secció del comitè Pàtria i Llibertat. Després del seu retorn a Damasc el 1907, va ser destinat a l'estat major del tercer exèrcit a Salònica. Un cop allà, Mustafà Kemal es va retrobar amb els seus antics companys, agrupats tant en l'associació Pàtria i Llibertat com en el "Comitè Unió i Progrés" (İttihat veu Terakki Partisi), (comunament conegut com els Joves Turcs), al qual es va afiliar, tot i que les idees revolucionàries no coincidien amb les seves. El 23 de juliol de 1908 el Comitè va fomentar una revolució per proclamar la monarquia constitucional (Mesrutiyet). Després d'aquesta reunió, Mustafà Kemal va ser destinat a Trípoli, acceptant la missió de defensar l'última colònia otomana que quedava al nord d'Àfrica. De nou a Salònica, el 1909, va prendre part en el II Congrés del Comitè Unió i Progrés. En aquest va suggerir que el Comitè es convertís en un partit polític, que l'exèrcit es mantingués al marge de la política, que s'imposés el principi d'igualtat i s'establís una distinció entre els afers religiosos i els governamentals.
Aquest mateix any, Els Joves Turcs van desallotjar del poder el soldà Abdülhamid II, i Kemal va esdevenir una important figura militar. El 1911 va ser enviat a la província de Líbia per prendre part en la defensa contra la invasió italiana. Durant la primera part de la Guerra dels Balcans, Kemal va romandre a Líbia, però el juliol del 1913 torna a Istanbul i és nomenat comandant de la regió militar de Gal·lípoli, a la costa de Tràcia. El 1914, probablement per allunyar de les lluites pel poder a la capital, és nomenat Agregat militar a l'ambaixada turca a Sofia (Bulgària).

## Primera Guerra Mundial

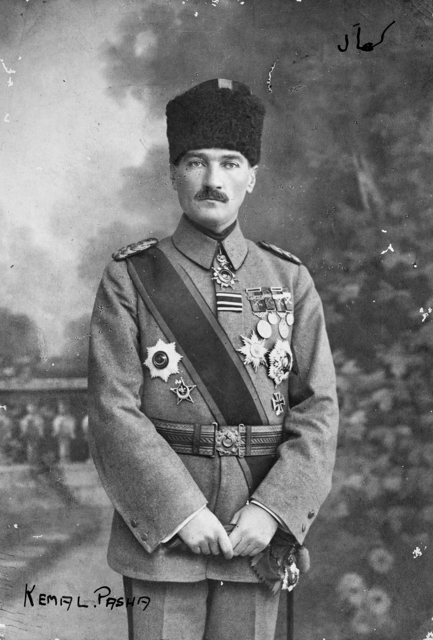
Mustafa Kemal Atatürk el 1918.

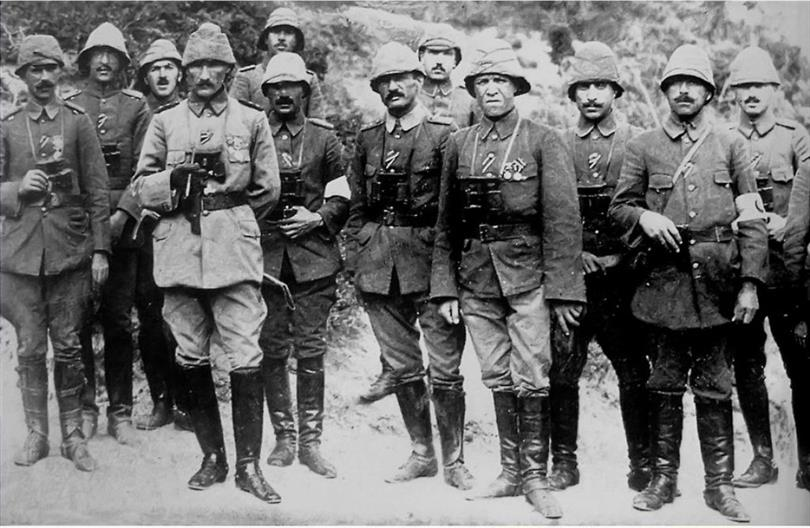
Mustafà Kemal l'any 1915 com a comandant de la 19a Divisió

L'Imperi Otomà va entrar a la Primera Guerra Mundial fent costat a Alemanya. Kemal va ser destinat a Rodostó (avui Tekirdağ) sobre el Mar de Màrmara. La zona sota el seu comandament incloïa Gal·lípoli. Allà, al capdavant de la 19a Divisió, va tenir una destacada actuació en les batalles de març i agost de 1915 (aquesta última, a Sari Bair) defensant la zona contra el desembarcament aliat (tropes angleses, franceses i d'ANZAC). En aquestes batalles va llaurar la seva fama com brillant cap militar i va esdevenir heroi nacional, i va aconseguir el grau de Paşa (comandant).
Durant 1917 i 1918 va ser destacat al Caucas per lluitar contra les forces imperials russes, on va obtenir noves victòries. Va ser traslladat després a Hedjaz, Aràbia (avui Aràbia Saudita), on la Revolta àrab cobrava impuls. Progressivament, es va tornar més i més crític de la incompetència amb què el govern del Sultà conduïa la guerra, així com del control que l'Imperi Alemany exercia sobre el soldanat. Va renunciar al comandament i va demanar la baixa, però finalment va acordar retornar al capdavant de les forces otomanes a Palestina.
L'octubre de 1918 els otomans van capitular, i Kemal va ser un dels líders de la facció que afavoria la política de defensar els territoris de parla turca de l'imperi, acceptant al mateix temps la retirada de tots els territoris no turcs. L'armistici de Mudros, signat el 30 d'octubre de 1918, va segellar la derrota dels imperis centrals davant les potències de la Triple Aliança. Els seus termes van ser pràcticament els d'una capitulació incondicional, ja que, d'acord amb el capítol set, el més important, es reconeixia als aliats la facultat d'ocupar qualsevol punt estratègic del territori otomà que "posés en perill la seva seguretat". Va ser així com els anglesos van ocupar Mossul el 3 de novembre de 1918, els francesos s'instal·laren en ciutats de l'Anatòlia meridional com Urfa, Gaziantep, Maraş, Adana i els seus voltants durant el curs de gener de 1919, i els italians arribaven a Antalya el 29 d'abril del mateix any. La presència estrangera estava pràcticament per tot el país. El sentiment nacionalista turc va ser exacerbat per l'ocupació grega d'Izmir el maig de 1919. Mustafà Kemal va decidir llavors marxar a Anatòlia. El 16 de maig de 1919, va abandonar Istanbul en un petit vaixell anomenat Bandirma, i el dia 19 de maig va desembarcar a Samsun, a la mar Negra oriental, planejant organitzar un moviment de resistència. Serà aquesta una data important, ja que marca el començament de la guerra d'Independència Turca. L'ocupació d'Izmir va ser ratificada després pel que estableix el tractat de Sevres, i la invasió de les tropes gregues, franceses i britàniques que el juny del 1920 van ocupar Bursa, Uşak i Nazilli.

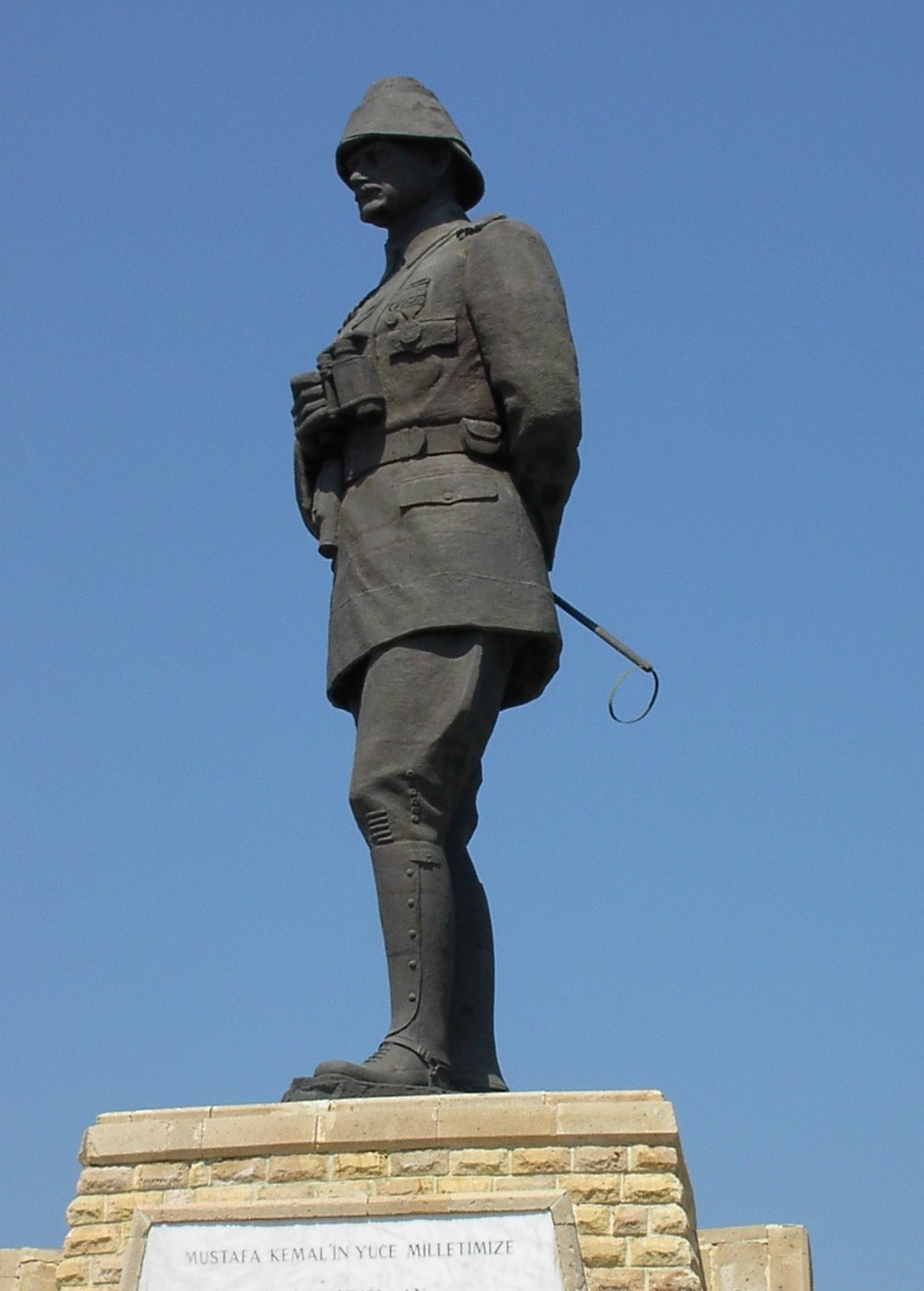
Estàtua de Kemal prop d'on desenvolupà la batalla de Gal·lípoli (1915)

Al signar-se l'armistici de Mudros Kemal era al nord d'Alep amb el VII exèrcit (30 d'octubre de 1918). Es va declarar contra les condicions de l'armistici i es va oposar al sultà. Cridat a Istanbul (1919) fou nomenat (19 d'abril de 1919) com a inspector de l'exèrcit del nord a Erzurum. El 19 de maig va arribar a Samsun i estava disposat a lluitar contra les imposicions dels aliats. El 22 de juny va emetre un comunicat a Amasya on condemnava el govern del sultà i del gran visir Damad Ferid Paixà. El 23 de juliol va reunir un congrés a Erzurum i un altre a Sivas (4 de setembre) on reclamà la independència i la unitat de Turquia. Mentre, va lluitar contra els grecs, als que va derrotar a la Jònia, i els armenis. El 23 d'abril de 1920 ja un nombre important de personalitats polítiques i militars li donaren suport i va reunir a Ankara la I Gran Assemblea Nacional (Büyük Millet Meclisi) que el va elegir president de l'òrgan. Va seguir la lluita victoriosa contra grecs i armenis i va recuperar la major part d'Armènia segons els límits de la Gran Armènia del Tractat de Sevres, el Kurdistan (que havia d'esdevenir autònom), la Jònia i el Pont (costa de la mar Negra). L'armistici de Mudanya (11 d'octubre de 1922 va posar fi a la guerra i l'1 de novembre de 1922 va aconseguir la declaració en la qual s'abolia el soldanat. El tractat de Lausana del 1923 va confirmar els límits moderns de Turquia.
Va fundar un partit anomenat "partit del poble" (Halk Firkasi, després rebatejat Partit Republicà del Poble = Cüumhuriyet Halk Partisi) que tenia la majoria a la II Gran Assemblea Nacional i va proclamar la república el 29 d'octubre de 1923. Fou elegit president (i fou reelegit sistemàticament fins a la seva mort) i İsmet Paixà (İsmet İnönü) esdevingué primer ministre. Ankara fou declarada capital. El 3 de març de 1924 es va votar l'abolició del Califat, càrrec residual dels soldans (ara califes) des de 1922. El seu partit va esdevenir partit únic. La constitució del 30 d'abril de 1924 li concedia enormes poders.

## La Gran Assemblea Nacional

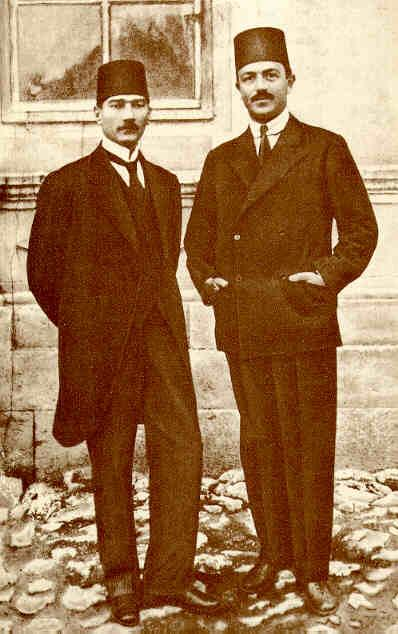
Kemal amb Rauf Bei, al congrés de Sivas (1919)

El 23 de juliol de 1919 es va reunir a Erzurum el primer Congrés Nacional Turc. Aquest va ser el primer congrés nacional al qual van poder acudir representants de les diferents ciutats d'Anatòlia. Un grup de representants elegit durant el Congrés es va encarregar de preparar un altre congrés a Sivas, on totes les ciutats d'Anatòlia enviarien un delegat. El 4 de setembre de 1919 es va reunir el congrés de Sivas amb la participació de representants de tot el país, per tal de fer extensiu l'estatut aprovat a Erzurum a totes les províncies. Com a conseqüència d'aquests fets es va iniciar un període que va durar tres anys i que es va caracteritzar per l'existència de dos governs: el nacionalista d'Erzurum-Sivas, que aviat es transformaria en la Gran Assemblea Nacional d'Ankara, i la Cambra Imperial de Constantinoble. Aquest període va acabar quan Ali Rıza Paixà va enviar al seu ministre de marina Salih Paixà que intentés arribar a un acord amb Mustafà, la qual cosa va fracassar.
El 16 de març de 1920 va tenir lloc oficialment l'ocupació de la ciutat de Constantinoble per part de les potències vencedores i la Cambra Imperial es va veure obligada a dissoldre's. Poc després, Mustafà Kemal comunicava a la nació la seva decisió de convocar una Assemblea Nacional a Ankara, que es va reunir per primera vegada el 23 d'abril. Arran de la dissolució de la cambra de diputats de Constantinoble, els kemalistes van convidar a tots els diputats a reunir-se a Ankara, posant com a pretext mantenir el règim del soldanat-califat. Ràpidament es van constituir diferents grups i tendències. L'objectiu dels kemalistes era reunir tots els diputats al voltant d'un projecte comú: prosseguir amb la revolució d'Anatòlia.
Tot i la condemna a mort de què havia estat objecte, Mustafà Kemal es va oposar directament al Govern imperial, i amb el suport de la Gran Assemblea Nacional volia demostrar que aquella revolució no era només tasca d'uns quants resistents aïllats, sinó que rebia el suport del poble d'Anatòlia. El primer acte de la Gran Assemblea Nacional va ser la promulgació d'una llei anomenada de Traïció a la Pàtria per la qual s'oposava la legalitat del govern d'Ankara a la del de Constantinoble. Simultàniament es va presentar a l'Assemblea el problema de l'estructura que hauria de donar-se el nou Estat, problema que va ser solucionat per un memoràndum de Mustafà Kemal en què s'afirmava que no es podia concebre una autoritat més alta que la de la Gran Assemblea Nacional, en la qual es van concentrar els poders Executiu i Legislatiu. S'estipulava a més que el Govern estaria constituït per un Consell elegit dins de la Gran Assemblea Nacional i el president seria el president de l'Assemblea i Cap de l'Estat. L'Assemblea Nacional va adoptar un pla de Mustafà Kemal anomenat el Pacte Nacional (Mîsâk-ı Millî). Per aquest pacte es va renunciar substancialment a la dominació de les províncies no turques, demanant en canvi la total i incondicional independència de totes les àrees habitades per turcs. El 2 de maig de 1920 l'Assemblea nomenava el primer congrés executiu de ministres. El 7 de juny del mateix any, aquesta assemblea va declarar nuls tots els actes del Govern de Constantinoble conclosos després del 16 de març de 1920, dia de l'ocupació oficial de la ciutat, (motiu pel qual no seria reconegut posteriorment el Tractat de Sèvres).

## President de l'Assemblea Nacional

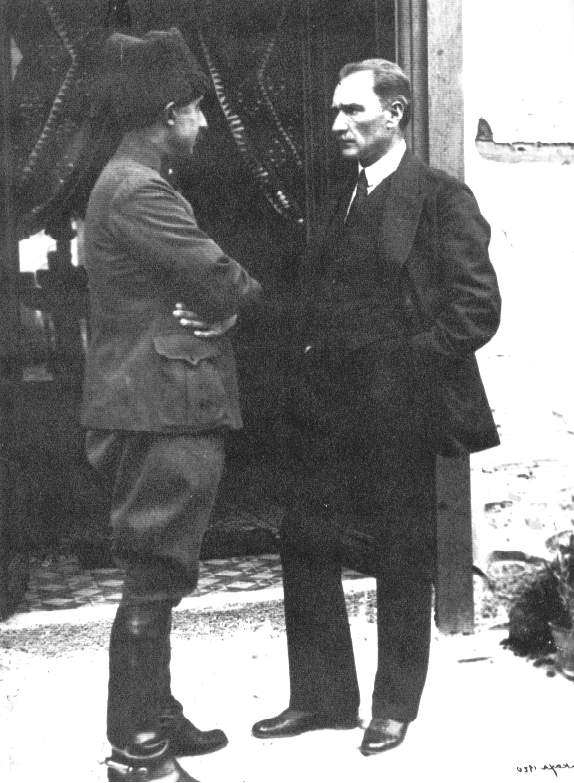
Kemal amb İsmet Paixà a Ankara (1920)

El Tractat de Sevres va ser preparat durant el maig de 1920 i enviat al Sultà Mehmet VI Vahdettin per a la seva signatura. Aquest va reunir al Consell Otomà el 22 de juliol, i el tractat va ser signat pels representants del Soldà el 10 d'octubre de 1920. Kemal havia estat enviat a l'est d'Anatòlia, amb el pretext de sufocar una revolta però, en realitat, per allunyar-lo d'Istanbul. No obstant això, va aprofitar l'oportunitat per abandonar la capital i fundar un moviment nacionalista basat a Ankara. L'abril de 1920, el Parlament provisional que estava establert a Ankara va oferir a Kemal el càrrec de President de l'Assemblea Nacional, i el 19 d'agost va rebutjar el tractat i va declarar traïdors a la dinastia otomana i al Consell Otomà (Divan). La Gran Assemblea Nacional no va reconèixer el Tractat de Sèvres signat pel govern imperial, el que va allunyar encara més els kemalistes del govern, disminuint la influència religiosa del soldanat sobre la Gran Assemblea Nacional. Les forces d'ocupació perseguien dos objectius: el desmantellament definitiu de l'Imperi Otomà i asfixiar el revolucionari moviment kemalista.
La següent qüestió que es va plantejar la Gran Assemblea Nacional va ser la de la seva pròpia continuïtat, ja que la realització dels seus amplis fins feia necessària l'estabilització de la seva existència, per a això es va donar entitat jurídica tant a les atribucions de l'Assemblea com a la seva estructura. Poc després Mustafà Kemal va presentar un projecte de Constitució que va ser aprovat per la Gran Assemblea Nacional de Turquia el 20 de gener de 1921 sota el títol de Teskilati Esasiye Kanunu, és a dir, la primera Llei Fonamental kemalista. Aquesta Llei no és encara una constitució republicana, ja que tot i no fer menció del Sultanat ni del Califat, no es parla tampoc de la República. Consta de 23 articles més un transitori únic, els articles 1 al 9 es refereixen a l'exercici dels tres poders, els articles 10 al 23 a l'estructura administrativa de l'Estat. En els mateixos es troba el germen de totes les futures atribucions de la Gran Assemblea Nacional, encara que aquestes estiguin limitades pels principis de la llei islàmica (shari'a). Així mateix es va instituir, dins el cos constitucional, el principi que la sobirania resideix en la nació i es va parlar de la formació d'un Govern de la Gran Assemblea Nacional en contraposició al Govern de Sa Majestat Imperial el Sultà. Aquesta Constitució no conté drets fonamentals, sinó solament principis organitzatius.

## Guerra d'Alliberament Nacional

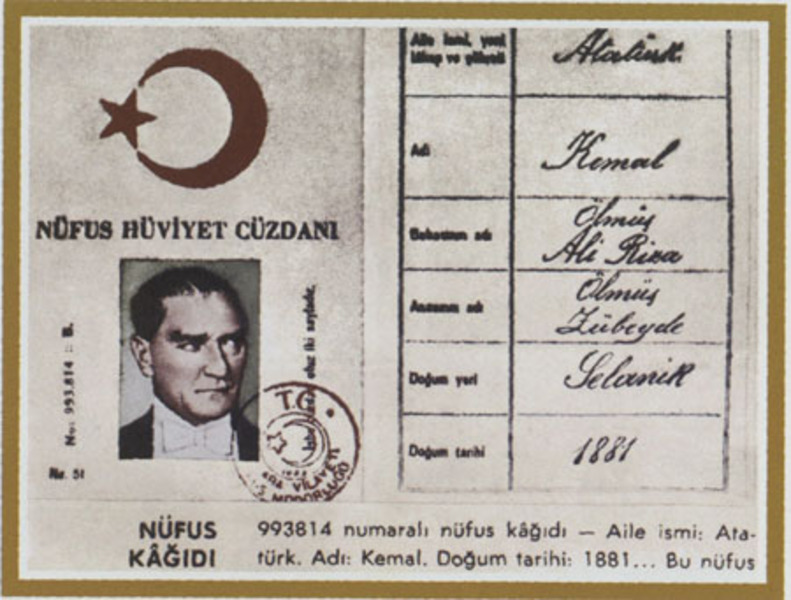
Document d'Identitat d'Atatürk (1934), ja com a ciutadà de la nova República de Turquia.

Els grecs van comprendre l'amenaça que significaven les forces de Kemal per a la seva posició a l'oest d'Anatòlia, i van avançar per enfrontar. Els esdeveniments militars que es desenvolupen durant 1921 i 1922 culminen amb la total expulsió dels grecs i la recuperació de l'àrea denominada turca 'en el Pacte Nacional d'Atatürk. Aquesta defensa duta a terme per evitar la partició del territori en colònies, mandats o protectorats estrangers, va ser l'acció més urgent del moviment kemalista i va suposar un gran èxit. Mustafà Kemal, comandant en cap de les forces armades, va preparar la Guerra d'Alliberament Nacional, segons una estratègia inèdita en la història turca: aprofitant-se de tots els poders de què disposava (militar, executiu, legislatiu i judicial), va fer que participés tota la població en l'esforç de la guerra, fins i tot les dones i els nens. La resistència del poble turc contra el repartiment d'Anatòlia va evidenciar que l'alliberament del país només podria realitzar-la un moviment popular que transformés les resistències regionals espontànies en un exèrcit regular. Mustafà Kemal va ser el primer a comprendre aquesta realitat, consagrant totes les seves forces a la realització d'aquest fi. Aquesta mobilització general va despertar en el si de la població autèntics sentiments patriòtics, que eren per Mustafà Kemal un element indispensable per fundar una autèntica consciència nacional, germen de la nació turca. El principi kemalista d'unió nacional, arma vital en el combat contra les forces ocupants, va trobar la seva perfecta expressió. El 23 d'agost de 1921 va començar la gran Batalla de Sakarya, que va durar vint dies i vint nits seguides. Després de la victòria de Sakarya, Mustafà Kemal va esdevenir un autèntic heroi nacional, lluitant com un ciutadà més. Va anar directament al front, on va ser ferit. Llavors, la Gran Assemblea va promoure l'heroi nacional al rang de mariscal amb el títol de Gazi (guanyador). Gazi Mustafà Kemal, amb la victòria de Sakarya, va donar un impuls decisiu a la Guerra d'Alliberament i orientar aleshores la seva activitat cap a la política exterior. El 13 d'octubre de 1921 la Gran Assemblea va signar un tractat d'amistat amb les repúbliques soviètiques d'Armènia, Geòrgia i l'Azerbaidjan.

## Proclamació de la República de Turquia

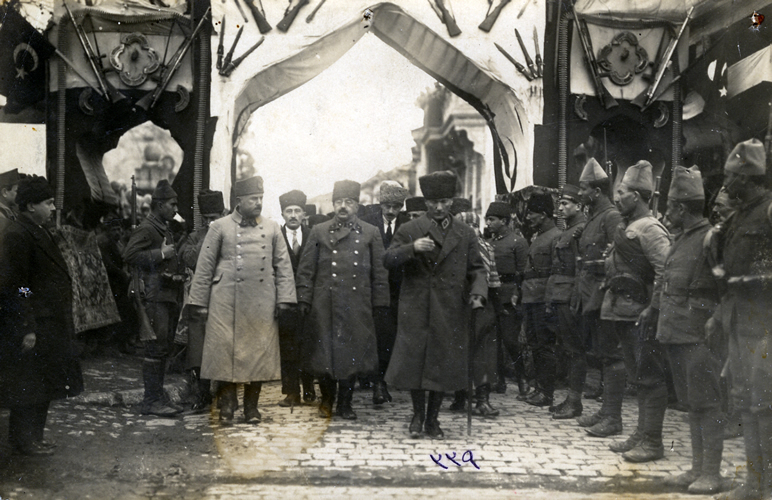
Kemal Paixà i altres comandants saluden els soldats a Balıkesir el 1923

El 20 d'octubre es va signar l'Acord d'Ankara, que preveia la retirada de les tropes franceses del territori turc, garantint la independència política, militar i econòmica del país, i reconeixia les aspiracions nacionalistes dels kemalistes. Es tractava del primer reconeixement oficial del moviment kemalista per una potència occidental. Aquests acords van reforçar la popularitat de la Gran Assemblea Nacional i dels kemalistes, que des d'aleshores van mantenir els seus esforços contra l'exèrcit grec. Com que les relacions turco-russes i turc-franceses evolucionaven favorablement per als nacionalistes, aquests podien centrar-se en el problema de l'ocupació grega. Però davant els successius èxits dels kemalistes, Grècia va convocar a les potències de l'Entesa, especialment a Gran Bretanya, perquè donessin suport a la situació bèl·lica. El 26 d'agost de 1922 va tenir lloc les batalles de Dumlupınar i Afyonkarahisar, preludi de la victòria final del moviment nacionalista. L'exèrcit grec va ser delmat i el 9 de setembre els grecs van ser expulsats d'İzmir. L'11 d'octubre es va signar un armistici a Mudanya sobre la Mar de Màrmara, pel qual es restablia la sobirania turca a Tràcia Oriental.
Les victòries de Kemal a la Guerra d'Independència Turca o Kurtuluş Savaşı - «Guerra d'Alliberament» - van salvar la sobirania i la integritat territorial de Turquia. Les potències aliades van convidar tant als otomans com al govern d'Ankara que assistissin a una conferència de pau a Lausana (Suïssa). El Gran Visir de llavors Tevfik Paixà, es va posar en contacte telegràfic amb Mustafà Kemal a fi d'aconseguir un acord entre ambdues parts abans que la delegació turca fos enviada a Suïssa. Aprofitant aquestes circumstàncies la Gran Assemblea Nacional va prendre la decisió d'abolir el Sultanat. Com a conseqüència, el Gabinet del Sultà va renunciar i Mehmet VI Vahdeddin, el darrer sultà otomà va partir cap a l'exili. Durant la Conferència de Lausana (iniciada el novembre de 1922 i que va culminar amb el Tractat de Pau signat el 24 de juliol de 1923), algunes dissensions en el si de la Gran Assemblea Nacional, van obligar a Mustafà Kemal a dissoldre-la. Va ser escollida poc després la segona Gran Assemblea Nacional, que va aprovar el Tractat de Lausana. Aquest Tractat va anul·lar el Tractat de Sevres i Turquia va recuperar la totalitat d'Anatòlia i l'est de Tràcia. Les forces nacionalistes van aconseguir el control d'Istanbul després de la crisi de Chanak, i al novembre de 1922 el govern provisional va abolir oficialment el soldanat. Onze mesos després es va proclamar la República de Turquia, amb Kemal com a president.

## President de Turquia
La República de Turquia va ser fundada el 29 d'octubre de 1923, i Kemal escollit el seu primer president, càrrec que conservaria fins a la seva mort. El reconeixement de la nova República Turca per part de les potències va permetre a Mustafà Kemal tornar a centrar-se en la reconstrucció interna del país a partir de 1923. El 3 de març de 1924 es va abolir el Califat (última resta de la sobirania otomana, restringida al pla religiós, que requeia en el Príncep Abdülmecit II). Excepte per breus períodes, es va tractar d'un règim de partit únic (el Partit Republicà del Poble, Cumhuriyet Halk Partisi - CHP). Si bé Kemal va intentar la transició a la democràcia organitzant una oposició, no va poder realitzar-la pel que considerava moviments reaccionaris suposadament instigats pels "països imperialistes". En tot cas, el seu prestigi era tan alt que durant la dècada de 1920 pràcticament no hi va haver oposició al seu govern. Admirava els aspectes anti-imperialistes de la Unió Soviètica, però no va ser comunista ni feixista.

## Les reformes d'Atatürk

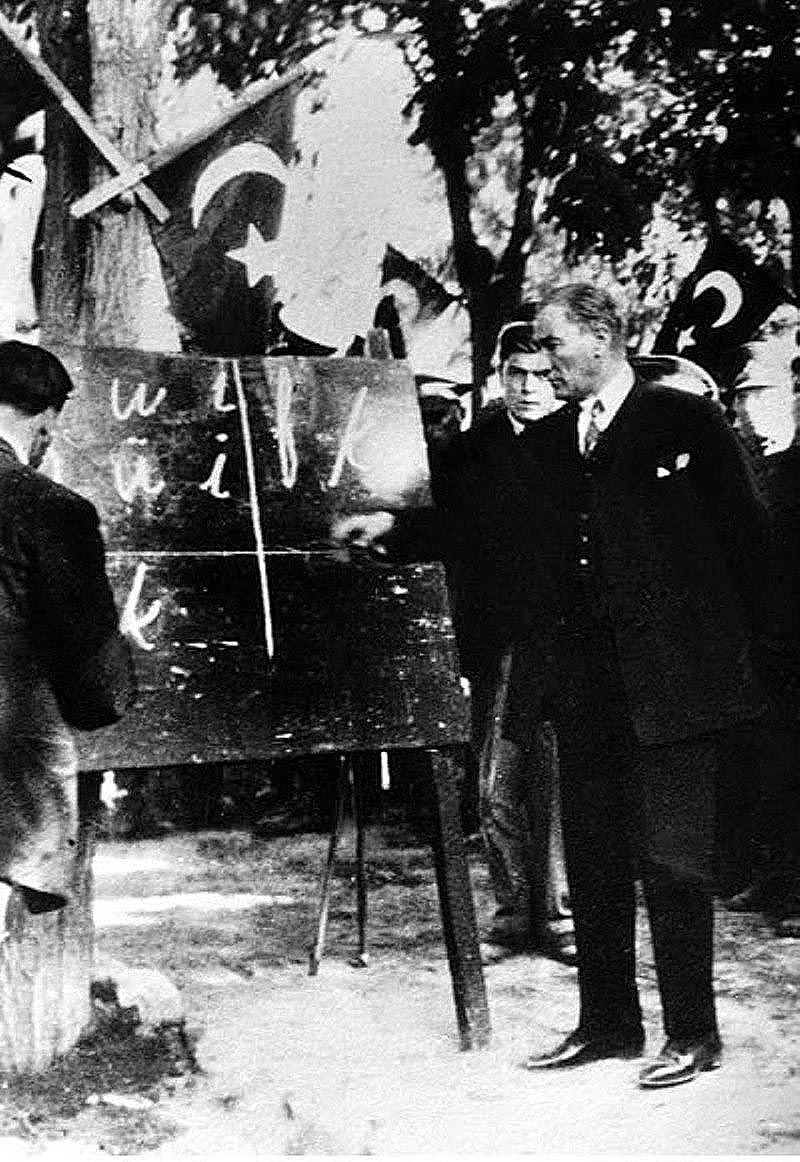
Kemal Atatürk introduint el nou alfabet turc al poble (Kayseri, 20 de setembre de 1928)

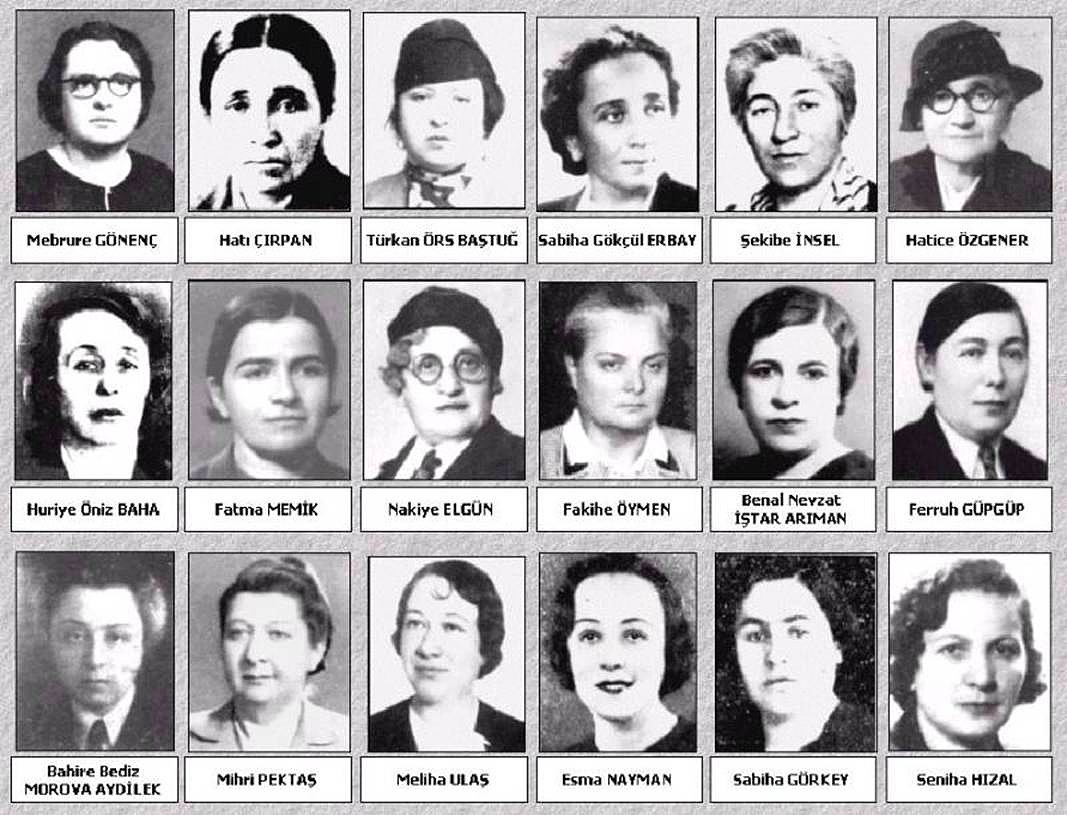
Les primeres dones del Parlament turc, elegides durant les eleccions generals del 8 de febrer de 1935. Fila superior (esquerra a dreta): Mebrure Gönenç (Afyon), Hatı Çırpan (Ankara), Türkan Örs Baştuğ (Antalya), Sabiha Gökçül Erbay (Balıkesir), Şekibe İnsel (Bursa), Hatice Özgener (Çankırı)
Línia mitjana (esquerra a dreta): Huriye Baha Öniz (Diyarbakır), Fatma Şakir Memik (Edirne), Nakiye Elgün (Erzurum), Fakihe Öymen (Ankara), Benal Nevzat İştar Arıman (Esmirna), Ferruh Güpgüp (Kayseri)
Fila inferior (esquerra a dreta): Bahire Bediş Morova Aydilek (Konya), Mihri Pektaş (Malatya), Meliha Ulaş (Samsun), Fatma Esma Nayman (Seyhan), Hatice Sabiha Görkey (Sivas), Seniha Nafız Hızal (Trebisonda)

Es considera que és el modernitzador de Turquia amb mesures aplicades en la dècada de 1920 i 1930, seguint les sis fletxes del kemalisme: populisme, republicanisme, nacionalisme, secularisme, estatisme i reformisme.
El 1930 va fer turquitzar, entre altres els noms de Constantinoble, Angora i Esmirna, que canvien el seu nom oficial per Istanbul, Ankara i Izmir, respectivament
Mesures seves van ser la laïcització de l'estat amb l'abolició del califat i de l'islam com a religió d'estat (que va provocar revoltes al Kurdistan i a Esmirna), la prohibició dels tribunals religiosos i de les escoles alcoràniques, la prohibició de portar fez, l'adopció d'un codi civil i criminal basats en el model suís per eliminar la llei islàmica, va imposar el calendari gregorià i la substitució de l'alfabet àrab pel llatí, i va donar el vot a les dones. També va provocar una turquització que encara dura reprimint les minories, fet que provocà el genocidi armeni i imposant la llengua i cultura turques en comptes de les naturals dels pobles.
El 1934 una llei obligava tots els turcs a adoptar nom de família i ell mateix va rebre de l'assemblea el d'Atatürk (pare dels turcs).
En política exterior va signar tractats amb Grècia, Romania i Iugoslàvia (l'Entesa Balcànica el 9 de febrer de 1934) i amb l'Iran, l'Iraq i l'Afganistan (Pacte de Sadabad, juliol de 1937).

### Drets femenins
Atatürk va considerar i va lloar la importància vital de les dones en la societat turca i va realitzar nombroses reformes per concedir una igualtat de drets i oportunitats per a les dones turques. Mustafà Kemal es va casar el 1923 amb una dona educada a Occident, Latife Uşşaki, de qui es va divorciar el 1925. El nou Codi Civil, adoptat el 1926, va abolir la poligàmia i va reconèixer la igualtat de drets de les dones pel que fa al divorci, la custòdia dels fills i l'herència. El sistema educatiu en el seu conjunt, des de l'escola primària fins a la universitat, va brindar les mateixes oportunitats tant a homes com a dones. Atatürk va admirar enormement el suport que les dones van brindar durant la Guerra d'Independència Turca (1919-1923) i va elogiar les seves nombroses contribucions: "En la societat turca, les dones no s'han quedat enrere enfront dels homes pel que fa a la ciència, l'educació i la cultura. Es pot dir que elles han estat fins i tot més avançades." Va atorgar, en definitiva, a les dones les mateixes oportunitats que els homes, en una època en la qual en molts països d'Europa no se'ls reconeixia. En el camp de la política, el desembre de 1934 es va donar a les dones el dret a vot i a ser elegides com a membres del parlament. A mitjans dels anys 1930, divuit dones van ser triades i van obtenir un escó al Parlament Nacional Turc. Més tard, Turquia tindria l'honor de tenir el primer membre femení d'un Tribunal Suprem en el món.

## Últims dies i mort

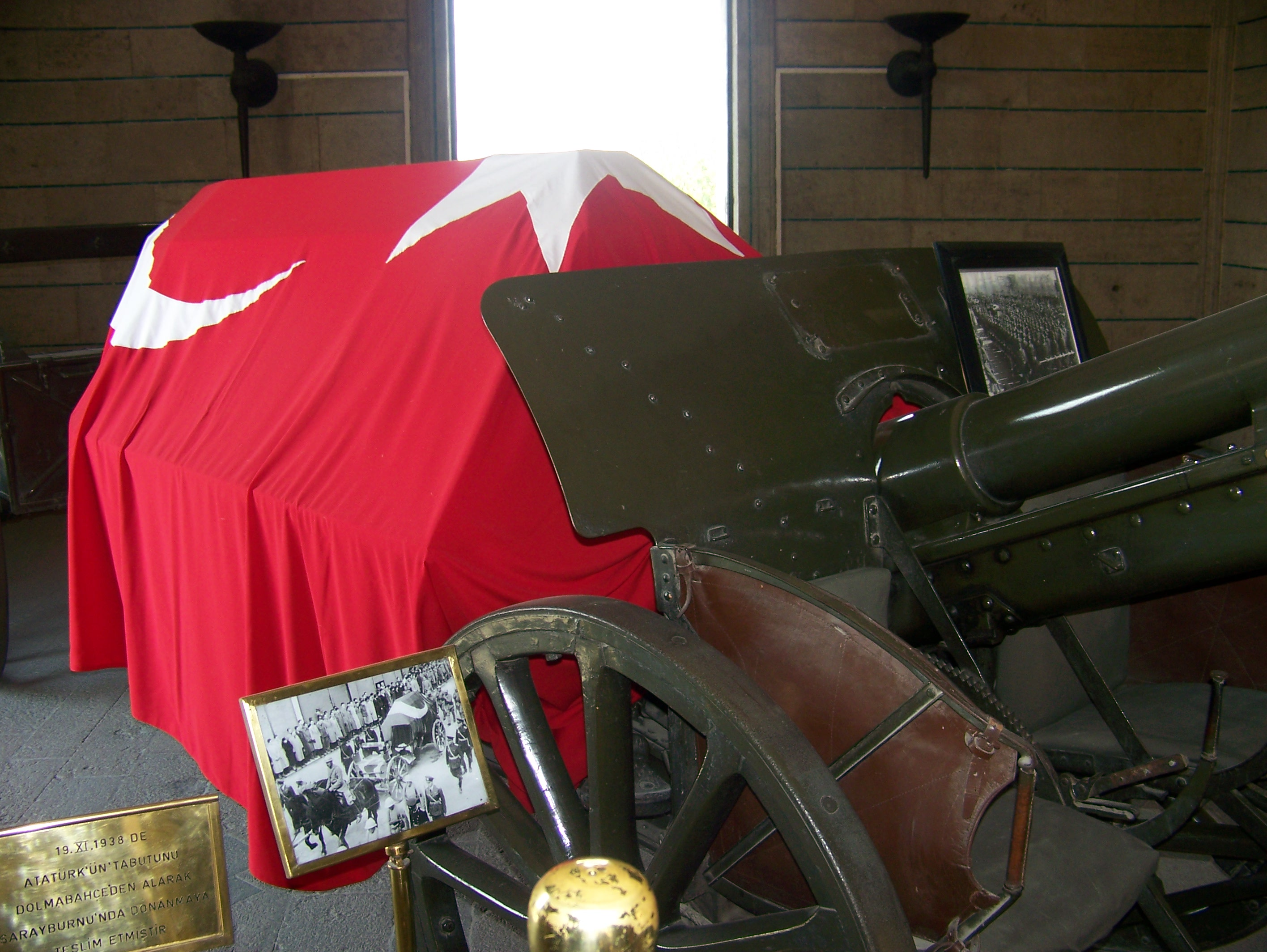
El carro on van ser transportades les despulles d'Atatürk durant el seu funeral (s'hi pot veure també una foto històrica d'aquell moment). Actualment es troba exposat al Palau de Dolmabahçe, Istanbul.

Durant 1937, van començar a aparèixer indicis que la salut d'Atatürk estava empitjorant. A principis de 1938, mentre es trobava de viatge a Yalova, va patir una greu malaltia. Se'n va anar a Istanbul per rebre tractament, i allà li van diagnosticar cirrosi al fetge, a causa del consum excessiu d'alcohol Durant la seva estada a Istanbul, va fer un esforç per mantenir-se al dia amb el seu estil de vida regular durant un temps. Va morir el 10 de novembre de 1938, a l'edat de 57 anys, en el Palau de Dolmabahçe, on va passar els seus últims dies. El rellotge de l'habitació on va morir segueix marcant l'hora exacta de la seva mort (les 9:05 del matí). Disset països van enviar representants especials per al seu funeral, mentre que nou destacaments armats van contribuir al seguici. Les seves restes mortals, inicialment, van ser dipositades al Museu Etnogràfic d'Ankara. Posteriorment, 15 anys després de la seva mort (10 de novembre de 1953), van ser transferides, en un sarcòfag de 42 tones, a un mausoleu situat a Ankara, el nom del qual és Anıtkabir. En el seu testament, va deixar escrit que feia donació de totes les seves possessions al Partit Republicà del Poble, sempre que l'interès anual dels seus fons s'utilitzés per tenir cura de la seva germana Makbule i els seus fills adoptius, i per finançar l'educació superior dels fills d'İsmet İnönü. La resta d'aquest interès anual va ser llegat a la Societat de la Llengua Turca i a la Societat Històrica Turca.

## Llegat

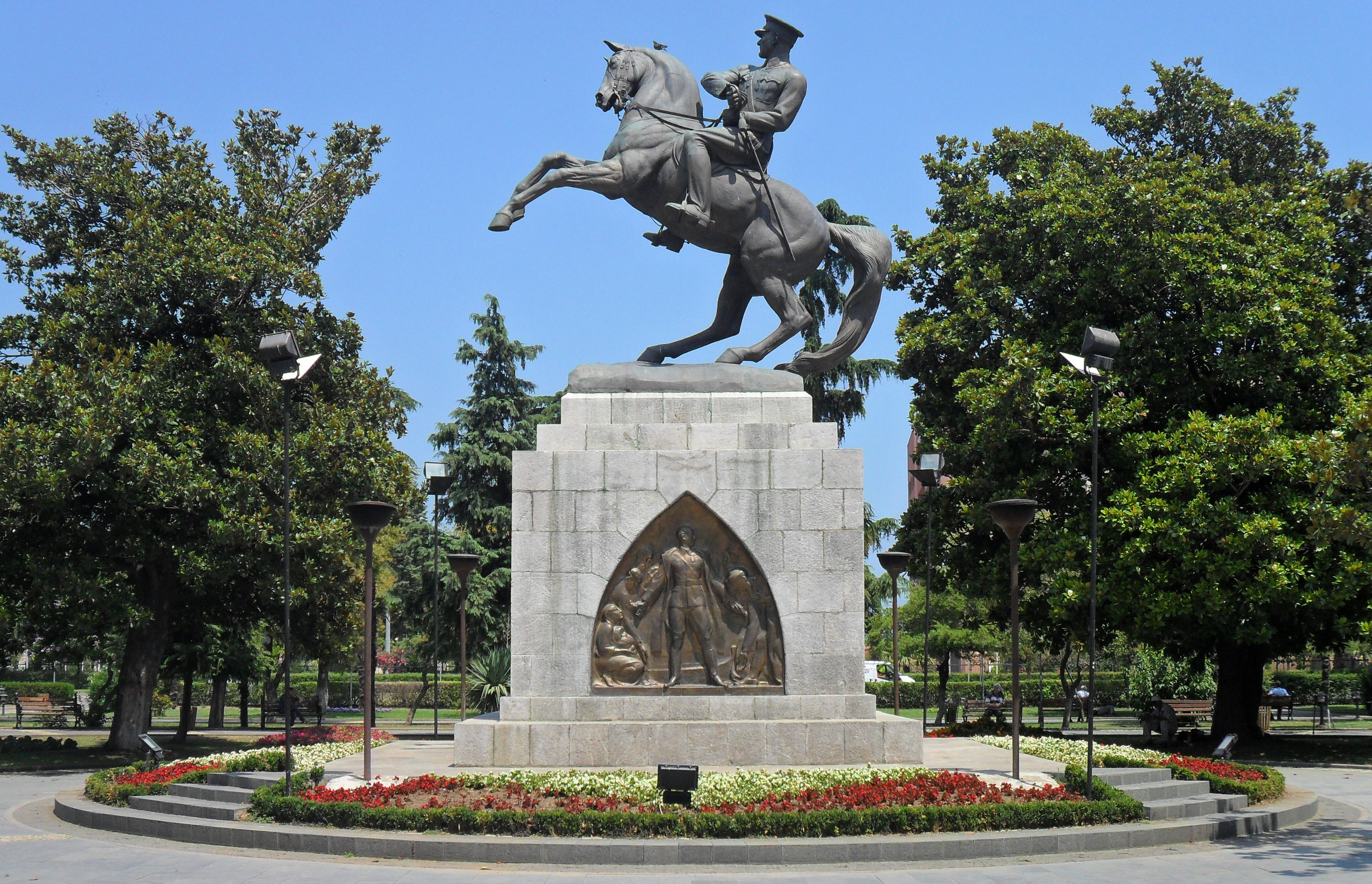
Estàtua d'Atatürk a Samsun

Com a líder del moviment nacional de 1919-1923, Atatürk fou descrit pels aliats i el periodista d'Istanbul conegut nacionalment Ali Kemal com a «cap de robatori», Lord Balfour en aquest context el va anomenar el «més terrible de tots els terribles turcs» (most terrible of all the terrible Turks).
El successor d'Atatürk, İsmet İnönü, va encoratjar un culte pòstum a Kemal que ha sobreviscut fins avui, encara després de la introducció d'un sistema democràtic genuí després de la Segona Guerra Mundial i la pèrdua de poder relatiu del CHP. La imatge i el nom d'Atatürk es veuen i senten a tot arreu de Turquia: el seu retrat es troba en tots els edificis públics, en els bitllets i les monedes, i en les cases de moltes famílies turques. Gegantines estàtues del "Pare de la Pàtria" s'alcen a Istanbul i altres ciutats. Un gran mausoleu guarda les seves restes en un turó d'Ankara, i moltes obres públiques porten el seu nom, com l'aeroport internacional d'Istanbul o el Pont Atatürk sobre el Corn d'Or, a més de l'Estadi Olímpic Atatürk, situat a Istanbul. Cada 10 de novembre, a les 9:05 (el dia i l'hora exacta de la seva mort, esdevinguda el 1938) tenen lloc en tota Turquia cerimònies commemoratives en les quals el poble turc ret homenatge a la seva memòria amb un minut de silenci.
Pocs països han estat canviats tan profundament i permanentment per un sol governant com Turquia ho va ser per Atatürk. A diferència de les reformes imposades pels règims autoritaris de la Unió Soviètica estalinista o la Itàlia feixista, les que ell va imposar han mostrat ser més duradores. Si bé per naturalesa era autoritari, va tenir la suficient visió per crear un sistema polític en què la democràcia pogués funcionar sense inconvenients. Les seves reformes laïcistes i revolucionàries s'han mostrat permanents fins avui, i van donar a Turquia pau interna i una certa prosperitat encara mentre vivia. Però el kemalistes van deixar també una Turquia d'identitat dividida: europeïtzada però no prou europea, estranya al món islàmic però encara musulmana.
El llegat d'Atatürk sobreviu també a les forces armades turques, que es veuen a si mateixes com a guardianes de la independència, el laïcisme i el nacionalisme. Van ser oficials kemalistes els que van donar els cops d'estat de 1960 i 1980, en defensa del que interpretaven com els principis d'Atatürk contra els polítics corruptes, i encara avui el govern islàmic moderat tracta amb molta cura certes qüestions sensibles, com les de Xipre i Kurdistan, per por d'ofendre els sentiments kemalistes de les forces armades. La influència militar en assumptes polítics és un obstacle per a l'acceptació de Turquia com a membre ple de la Unió Europea.
La revolució social i política que Kemal Atatürk va imposar a Turquia va servir de model perquè altres líders nacionalistes, entre els quals destaca Gamal Abdel Nasser, impulsessin mesures semblants en altres països del Pròxim Orient.